# Персефона

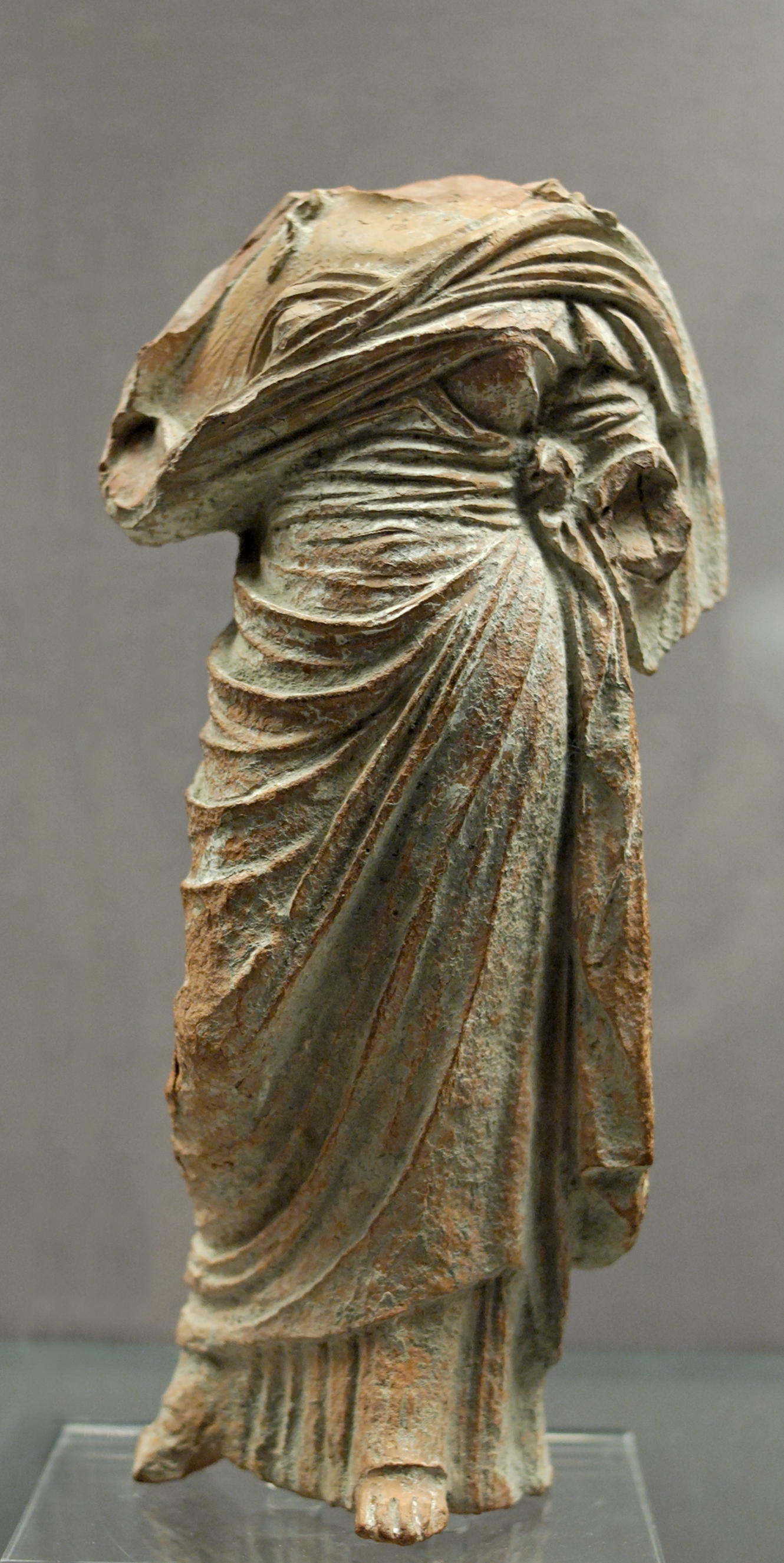
Персефона Кнідська

Персефо́на, також Ко́ра (грец. Περσεφόνη, Persephone, Kore — дівчина) — дочка Деметри та Зевса, дружина Аїда.

## Давньогрецька міфологія
За міфом, Аїд із дозволу Зевса викрав Персефону, коли вона з подругами гуляла на лузі, зґвалтував її і зробив своєю дружиною. Розгнівана Деметра наслала на землю неврожай, тому Зевс, щоб урятувати життя на землі, наказав Аїдові відпустити Персефону до матері. Однак Аїд обманом змусив її проковтнути зерен гранату, вирощеного в підземному царстві (хто скуштував їжі або питва царства мертвих — той до кінця віку мав належати Аїдові). Зевс розсудив, що на три чверті року Персефона має бути з матір'ю, а чверть — з чоловіком.
У цьому міфі відбито природний процес щорічного вмирання й оживання рослинного світу. Щорічне повернення Персефони з царства мертвих — варіант поширеного в античності міфу про божество, яке вмирає й воскресає (Осіріс, Адоніс та їм подібні). Як і інші божества, пов'язані з культом землі, Персефона вважалася не лише богинею родючості, а й владаркою небіжчиків. Пізніші міфи зробили її донькою підземної річки Стікс, мабуть, намагаючись відділити сувору й похмуру богиню природи, що вмирає, від богині радості і природи, що воскресає. Культ богині підземного світу (Аїду) існував у Пілосі ще в Мікенську епоху.
Деякі вчені, аналізуючи імена Персефони (Персефонея, Персефасса, Персефатта), доходять висновку, що вона була старовинною місцевою богинею, культ якої поширився ще до вторгнення давньогрецьких племен на Балканський півострів. У греків-завойовників культ Персефони злився з культом їхньої Кори (богині-діви). В Елевсіні влаштовувалися містерії Деметри та Персефони. Восени на честь цих богинь справляли свято тесмофорій.

## Орфізм
В орфіків Персефона — дружина Зевса й мати Загрея. Пізніше Персефону ототожнювали з Геєю, Реєю, Гекатою, Іридою, а в Стародавньому Римі — з Прозерпіною. Атрибути Персефони — колоски, маки, нарцис, гранатовий плід. Зображували її (разом з матір'ю) вродливою дівчиною. Як владарка підземного світу вона сиділа на троні поруч з Аїдом, у вінку з нарцисів, із маками або рогом достатку в руці.
Образ її надихав Рембрандта, Рубенса, Берніні, Гете, Пушкіна, Монтеверді, Сен-Санса, Стравинського, Стівена Кінга.